# Capim-annoni
O capim-annoni ou capim annoni (Eragrostis plana Nees) é uma gramínea da família Poaceae. Possui este nome em língua portuguesa devido à importação e plantio do mesmo pelo "Grupo Rural Annoni" na cidade de Sarandi, Rio Grande do Sul 
Originária da África do Sul, a planta que é considerada uma praga, é encontrada principalmente no estado brasileiro do Rio Grande do Sul, com ocorrências nos estados de Santa Catarina e Paraná. Nos últimos 50 anos a forrageira tem causando prejuízos aos produtores rurais. O capim-annoni bloqueia o crescimento de outro tipo de vegetação.
Não foi encontrado ainda uma maneira eficiente de conter e eliminar a gramínea Porém já tiveram fazendeiros do Cone Sul que já tinham derrotado e até conseguiram erradicar o capim annoni de suas propriedades ainda no século XX, e a integração da agricultura com a pecuária se tornou uma forma eficiente no seu combate.